# Weißenbach an der Enns
Weißenbach an der Enns è una frazione di 483 abitanti del comune austriaco di Sankt Gallen, nel distretto di Liezen, in Stiria. Già comune autonomo, il 1º gennaio 2015 è stato aggregato a Sankt Gallen.